# Саид ибн Тахнун Аль Нахайян
Шейх Саид ибн Тахнун Аль Нахайян (араб. سعيد بن طحنون آل نهيان‎) — правитель из рода Аль Нахайян, эмир Абу-Даби в 1845—1855 годах, когда тот входил в Договорный Оман.

## Приход к власти
Саид ибн Тахнун присоединился к борьбе за власть в союзе племён Бани Яс после убийства его дяди, шейха Халифы ибн Шахбута. Его убийца Иса ибн Халид вскоре сам погиб от руки Зияда ибн Исы, который в свою очередь был убит Халидом ибн Исой, бежавшим после этого в Шарджу. Оставшиеся два влиятельных лидера Бани Яса, Мухаммед ибн Хумаид и Рашид ибн Фазиль, устранили претендента на форт Абу-Даби, одного из братьев Халида, и предложили в качестве нового правителя Абу-Даби сына прежнего его шейха Тахнуна ибн Шахбута Аль Нахайяна, Саида ибн Тахнуна.
Саид прибыл в Абу-Даби и при поддержке Мухаммеда ибн Хумаида и Рашида ибн Фазиля и при одобрении англичан без каких-либо проблем принял власть в свои руки. Он быстро взялся за умиротворение племени Кубайсат, привёл их в Абу-Даби, лишил их лодок, заставил заплатить свои долги, вновь подчинил власти Абу-Даби и дополнительно оштрафовал.

## Эль-Бурайми
Саид также совершил поход в Эль-Бурайми, отбив два своих форта назад у ваххабитов с помощью племён Дхавахир и Авамир. Затем он разместил племена Бани Китаб, Хафалах, Авамир и Бани Яс в Хатаме, а, в свою очередь, племена Манасир и Мазари Бани Яс в Зафре, чтобы блокировать возвращающуюся ваххабитскую армию под командованием Саада ибн Мутлака. К 1850 году большое племенное объединение под началом Саида очистило оазис Эль-Бурайми от ваххабитских войск. Впоследствии он принял дары от султана Маската за защиту Эль-Бурайми.

## Восстание
В 1855 году Саид ибн Тахнун был втянут в спор, связанный с убийством старейшиной племени его собственного брата. Старейшина пользовался поддержкой в Бани Ясе, но Саид хотел покарать убийцу. Когда было дано обещание простить его, и старейшина предстал перед Саидом, тот выхватил кинжал и убил его. Это привело к восстанию. Сначала Саид скрылся в своём форте, а затем был сослан на остров Киш.
Саида сменил шейх Заид ибн Халифа Аль Нахайян.